# Ollan Cassell
Ollan Cassell   (Nickelsville, 5 d'octubre de 1937) és un atleta estatunidenc, ja retirat, especialista en curses de velocitat, que va competir durant les dècades de 1950 i 1960.
El 1964 va prendre part en els Jocs Olímpics d'Estiu de Tòquio, on va disputar dues proves del programa d'atletisme. En els 4×400 metres, formant equip amb Michael Larrabee, Ulis Williams i Henry Carr, va guanyar la medalla d'or, mentre en els 400 metres quedà eliminat en semifinals.
En el seu palmarès també destaquen tres medalles als Jocs Panamericans de 1963, dues d'or i una de plata, així com els campionats de l'AAU de les 220 iardes de 1957 i les 440 iardes de 1965.
Una vegada retirat, el 1965, passà a exercir tasques directives a l'AAU. Entre 1970 i 1980 en fou director executiu. De 1984 a 1996 va ser vicepresident de la Federació Internacional d'Atletisme. Paral·lelament exercia de professor d'història dels esports olímpics a la Universitat d'Indianapolis.
El 2006 fou inclòs al National Track and Field Hall of Fame dels Estats Units.

## Millors marques
- 100 metres. 10.79" (1963)
- 200 metres. 20.80" (1963)
- 400 metres. 45.60" (1964)[6]